# جيمي إير
جيمي إير (بالإنجليزية: Jamie Irie)‏ هو موسيقي بريطاني، ولد في 24 يوليو 1965 في شلتنهام في المملكة المتحدة.

## وصلات خارجية
- جيمي إير على موقع ميوزك برينز (الإنجليزية)
- جيمي إير على موقع ديسكوغز (الإنجليزية)